# Мале тајне
Мале тајне је представа за коју је текст писао и режирао Горан Марковић. Премијера ове представе се одиграла 29. новембра 2015. године на Великој сцени у Опери и театру Мадленианум. Мале Тајне су заправо комад о позоришној трупи и музици од 30 -их до краја 50 - их година 20. века.

## Основне карактеристике
Ово је први музички комад на оригиналну музику Зорана Симјановића, рађену по књизи "Мале Тајне" аутора Горана Марковића објављене за Клио 2007. године. Осам година касније, Горан Марковић је искористио своју књигу како би је искористио и створио преставу чија је позадина заправо историја почетака његових родитеља. Као предмет интересовања за ову представу, је послужила драмска група која је стварно постојала. Она је настала пред сам Други светски рат, деловала је у његово време и после њега. Драмска група која је послужила као главна тема за стварање позоришног комада била је покретачка снага Београдског Драмског позоришта, а уједно и прва приватна позоришна трупа. у његовим славним годинама а распала се пред крај педесетих, непосредно пошто је учествовала у рађању једног новог театра - Атељеа 212. Чланови позоришне трупе били су наше глумачке легенде, родитељи аутора - Оливера и Раде Марковић.
Представа Мале Тајне су спој глуме, певања и плеса.

## Сценска подршка
Текст и режија: Горан Марковић
Оригинална музика: Зоран Симјановић
Сценограф: Небојша Брадић
Костимограф: Драгана Огњеновић
Кореограф Мирко Кнежевић
Сценски говор: Љиљана Микић Поповић
Дизајн светла : Срђан Јовановић
Асистент редитеља: Маша Нешковић
Асистент сценографа: Славица Марковић
Аутор текста сонгова: Бранко Стевановић

## Глумци
| Лица                       | Глумци              |
| -------------------------- | ------------------- |
| Ерих Хекл                  | Предраг Ејдус       |
| Петар Радовановић          | Војин Ћетковић      |
| Август Фон Мајстер         | Тихомир Станић      |
| Димитрије Стакић           | Срђан Тимаров       |
| Јоаким Васерман            | Петар Бенчина       |
| Анкица Станковић           | Андријана Оливерић  |
| Видосава Вида Росић        | Бранислава Подрумац |
| Душан Станковић            | Миодраг Радоњић     |
| Вукашин Танасковић         | Милош Анђелковић    |
| Лазар Лаза Драчо           | Раде Ћосић          |
| Кристифор Кића Калуђеровић | Андрија Кузмановић  |